# Zamarada bicuspida
Zamarada bicuspida är en fjärilsart som beskrevs av Fletcher 1974. Zamarada bicuspida ingår i släktet Zamarada och familjen mätare. Inga underarter finns listade i Catalogue of Life.